# 卡拉·科勒
卡拉·科勒（英語：Kara Kohler，1991年1月20日—），美国女子赛艇运动员。她曾代表美国参加2012年和2020年夏季奥林匹克运动会赛艇比赛，其中2012年奥运会获得一枚铜牌。